# 石田步
石田步（日语： Ishida Ayumi，1948年3月26日—2025年3月11日） ，本名石田良子，為日本女歌手、演員及花样滑冰選手，隸屬於IZAWA OFFICE。出生於長崎縣佐世保市，成長於大阪府池田市。

## 經歷

### 歌手事業
石田出生於長崎縣佐世保市，在四姐妹中排行第二，出生時因難產險些喪命，兩個月大時又罹患肺炎，曾在佐世保的美軍基地醫院接受青黴素類治療才得以存活。自5歲起開始練習花樣滑冰，並活躍於競技場上。此外也參與兒童劇團的演出，曾在「ともだち劇場」接受泉田行夫的指導。1961年，於梅田Koma劇場首次登台演出。
1962年，石田當時14歲，前往東京發展，師從作曲家今泉隆雄。同年4月20日，透過ソノブックス社發行首張單曲〈夢みる恋（原題：Walkin' Back To Happiness）〉，隨後又陸續推出數張唱片。
1964年4月，石田將藝名改為「いしだ あゆみ」，據說此名來自永六輔的建議，而石田本人則表示是取自曾受她照顧的一位恩人之女的名字。同年，在日本Victor唱片公司推出歌曲〈ネェ、聞いてよママ〉。她亦活躍於影視界，於電視劇《七人の孫》中飾演森繁久彌的孫女，憑藉劇團培養出的演技，成功兼顧歌手與演員兩種身分。四年間共發行了23張單曲，但卻未能取得突破性的成績，當時銷量最高的單曲〈サチオ君〉僅售出約五萬張。
1968年6月，轉投日本哥倫比亞唱片公司公司，這成為其歌唱事業的轉捩點。同年12月發行的〈藍色街燈下的橫濱〉大受歡迎，銷量累計達150萬張，成為代表作。該曲於1969年登上Oricon公信榜冠軍，並成為橫濱市的經典歌曲，也被許多歌手翻唱。石田憑此曲首次登上第20屆NHK紅白歌合戰，後來又於1973年、1993年兩度演唱此曲，累計參加紅白歌合戰共10次。
1970年，歌曲〈あなたならどうする〉獲得Oricon排行榜第2名，1971年的〈砂漠のような東京で〉則獲得第3名，成為暢銷曲。1977年，石田與Tin Pan Alley合作，以「いしだあゆみ & ティン・パン・アレイ・ファミリー」名義發行專輯Our Connection》，融合了當時流行的City pop風格。
1981年，發行同名專輯《いしだあゆみ》，由松任谷由實及岩谷時子作詞，PARACHUTE樂團負責演奏。這些專輯在後來的City Pop熱潮中再度受到關注，2013年〈Our Connection》推出紙盒復刻版，2017年〈いしだあゆみ》首次發行CD。
1986年，與渡哲也合唱單曲〈わかれ道〉，並於同年12月11日登上音樂節目《The Best Ten》。2008年，演唱NHK《ラジオ深夜便》的主題曲《オアシス〉，這也是石田久違的新曲。

### 演員事業
1973年，石田因在電影《日本沈沒》中的表現獲得高度評價。1977年，憑藉《青春の門 自立編》獲得報知電影獎最佳女配角獎。1981年，在電影《車站 STATION》中飾演高倉健的妻子。1982年，因電影《野獣刑事》中的裸露演出引起話題，並憑此片與《寅次郎的故事29_紫阳花之恋》一同獲得第6屆日本電影學院獎最佳女主角獎。
1986年，石田主演的《火宅の人》為他贏得報知電影獎、藍絲帶獎及第10屆日本電影學院獎最佳女主角獎。同年，他在電影《時計 Adieu l'Hiver》中飾演花樣滑冰教練。
在電視劇方面，他於1977年的《祭ばやしが聞こえる》、1979年的《宛如阿修羅》、1981年的《北國之戀》及1983年的《給星期五的妻子們》等劇集中表現出色，逐步確立實力派女演員的地位，演藝活動也逐漸從歌手轉向演員領域。此外，他多次參演倉本聰編劇的作品，也經常出現在石井福子製作的戲劇中。
1979年，他從渡邊製作公司轉至分社化的IZAWA OFFICE，與The Drifters等藝人同屬一間經紀公司。
1989年，石田與清水美砂共同主演NHK晨間劇《青春家族》，以41歲之齡成為當時晨間劇歷史上最年長的女主角。2003年，NHK晨間劇《開朗家族》的角色岩田夏子便是以他為原型，他本人也在劇中飾演夜總會歌手。2019年，他參演電視劇《安寧時光~道》。

## 晚年與逝世
2020年，石田獲得日本文化廳長官表彰，2021年獲頒旭日小綬章。
2025年3月11日凌晨4時48分，石田因甲狀腺功能低下症於東京都內的醫院去世，享壽76歲。訃聞於同月17日由其經紀公司IZAWA OFFICE正式公佈。

## 音樂作品

### 單曲
| #  | 發售日          | A/B面 | 標題                       | 作詞            | 作曲            | 編曲         | 最高順位 | 標籤             | 規格產品編號 |
| -- | --------------- | ----- | -------------------------- | --------------- | --------------- | ------------ | -------- | ---------------- | ------------ |
| 1  | 1964年 4月      | A面   | ネエ、聞いてよママ         | 岡田教和        | 今泉隆雄        | 今泉隆雄     | -        | JVC建伍胜利娱乐  | SV-13        |
| 1  | 1964年 4月      | B面   | 初恋                       | 岡田教和        | 今泉隆雄        | 今泉隆雄     | -        | JVC建伍胜利娱乐  | SV-13        |
| 2  | 1964年 6月      | A面   | サチオ君                   | 岡田教和        | 今泉隆雄        | 今泉隆雄     | -        | JVC建伍胜利娱乐  | SV-31        |
| 2  | 1964年 6月      | B面   | 17才になりたいの           | 山上路夫        | 今泉隆雄        | 今泉隆雄     | -        | JVC建伍胜利娱乐  | SV-31        |
| 3  | 1964年 8月      | B面   | だれだって一人じゃない     | 柳瀨嵩          | 今泉隆雄        | 今泉隆雄     | -        | JVC建伍胜利娱乐  | SV-57        |
| 4  | 1964年 8月      | A面   | 素敵なパパ                 | 森繁久彌        | 今泉隆雄        | 今泉隆雄     | -        | JVC建伍胜利娱乐  | SV-67        |
| 4  | 1964年 8月      | B面   | 小さな幸福                 | 永六輔          | 今泉隆雄        | 今泉隆雄     | -        | JVC建伍胜利娱乐  | SV-67        |
| 5  | 1964年 8月      | A面   | 東京の夜は更けて           | 宮川哲夫        | 今泉隆雄        | 今泉隆雄     | -        | JVC建伍胜利娱乐  | SV-75        |
| 5  | 1964年 8月      | B面   | (軽音楽バージョン)         | -               | いずみたく      | 北村英治     | -        | JVC建伍胜利娱乐  | SV-75        |
| 6  | 1964年 9月      | A面   | 先生を好きでした           | 桜井保          | いずみたく      | いずみたく   | -        | JVC建伍胜利娱乐  | SV-89        |
| 6  | 1964年 9月      | B面   | あゆみの子守唄             | 青木一徳        | いずみたく      | いずみたく   | -        | JVC建伍胜利娱乐  | SV-89        |
| 7  | 1964年 9月      | A面   | サミーのマーチ             | 漣健児          | T.Cary          | いずみたく   | -        | JVC建伍胜利娱乐  | SPV-23       |
| 8  | 1964年 11月     | A面   | ブーベの恋人               | 漣健児          | 卡洛·魯斯提切利 | いずみたく   | -        | JVC建伍胜利娱乐  | SPV-25       |
| 9  | 1964年 12月     | A面   | 赤い花びら 飛んでゆく      | 井田誠一        | いずみたく      | いずみたく   | -        | JVC建伍胜利娱乐  | SV-161       |
| 9  | 1964年 12月     | B面   | みんなでサイクリング       | 井田誠一        | いずみたく      | いずみたく   | -        | JVC建伍胜利娱乐  | SV-161       |
| 10 | 1965年 2月      | A面   | みどりの乙女               | 岩谷時子        | いずみたく      | いずみたく   | -        | JVC建伍胜利娱乐  | SV-166       |
| 10 | 1965年 2月      | B面   | 渚の想い出                 | 岩谷時子        | いずみたく      | いずみたく   | -        | JVC建伍胜利娱乐  | SV-166       |
| 11 | 1965年 3月      | A面   | アッちゃん                 | 前田武彦        | いずみたく      | いずみたく   | -        | JVC建伍胜利娱乐  | SV-180       |
| 11 | 1965年 3月      | B面   | 真珠の指輪                 | 岩谷時子        | いずみたく      | いずみたく   | -        | JVC建伍胜利娱乐  | SV-180       |
| 12 | 1965年 8月      | A面   | 愛さなければよかった       | 岩谷時子        | いずみたく      | いずみたく   | -        | JVC建伍胜利娱乐  | SV-256       |
| 12 | 1965年 8月      | B面   | 歌え太陽                   | 藤田敏雄        | いずみたく      | いずみたく   | -        | JVC建伍胜利娱乐  | SV-256       |
| 13 | 1965年 9月      | A面   | ガムとチョコ               | 山上路夫        | いずみたく      | いずみたく   | -        | JVC建伍胜利娱乐  | SV-273       |
| 14 | 1965年 11月     | A面   | わたしのことだけ           | 山上路夫        | 淡の圭一        | 淡の圭一     | -        | JVC建伍胜利娱乐  | SV-308       |
| 14 | 1965年 11月     | B面   | 湖に雨が降るとき           | 北田守          | 大野正雄        | 竹村次郎     | -        | JVC建伍胜利娱乐  | SV-308       |
| 15 | 1965年 12月     | A面   | 若い野ばら                 | 岩谷時子        | いずみたく      | いずみたく   | -        | JVC建伍胜利娱乐  | SV-328       |
| 15 | 1965年 12月     | B面   | さびしさに涙して           | 岩谷時子        | いずみたく      | いずみたく   | -        | JVC建伍胜利娱乐  | SV-328       |
| 16 | 1966年 4月      | A面   | 夢みる17才                 | 睦正子          | H.Korn          | 川口真       | -        | JVC建伍胜利娱乐  | SPV-64       |
| 16 | 1966年 4月      | B面   | ソー・ロング・ベイブ       | 室生恵          | 李·黑茲爾伍德   | 川口真       | -        | JVC建伍胜利娱乐  | SPV-64       |
| 17 | 1966年 5月      | A面   | 愛のマーチ                 | 山上路夫        | いずみたく      | いずみたく   | -        | JVC建伍胜利娱乐  | SV-391       |
| 17 | 1966年 5月      | B面   | 忘れたいのよ               | 片岡政子        | 淡の圭一        | 淡の圭一     | -        | JVC建伍胜利娱乐  | SV-391       |
| 18 | 1966年 6月      | A面   | さいはての湖               | 鈴木道明        | 鈴木道明        | 寺岡真三     | -        | JVC建伍胜利娱乐  | SV-424       |
| 19 | 1966年 7月      | A面   | パイナップル・ラブ         | 井田誠一        | 寺岡真三        | 寺岡真三     | -        | JVC建伍胜利娱乐  | SV-441       |
| 19 | 1966年 7月      | B面   | 赤いバラ                   | 宮川哲夫        | いずみたく      | いずみたく   | -        | JVC建伍胜利娱乐  | SV-441       |
| 20 | 1967年 3月      | A面   | 黄色いハンカチ             | 八木輝寿郎      | 中村八大        | 中村八大     | -        | JVC建伍胜利娱乐  | SV-534       |
| 20 | 1967年 3月      | B面   | 緑のおめめ                 | 佐伯孝夫        | 服部克久        | 服部克久     | -        | JVC建伍胜利娱乐  | SV-534       |
| 21 | 1967年 4月      | A面   | 恋のシャドー               | なかにし礼      | 鈴木邦彦        | 鈴木邦彦     | -        | JVC建伍胜利娱乐  | SV-552       |
| 21 | 1967年 4月      | B面   | あふれる幸せ               | なかにし礼      | 鈴木邦彦        | 鈴木邦彦     | -        | JVC建伍胜利娱乐  | SV-552       |
| 22 | 1967年 8月      | A面   | こまらせたいの             | 有馬三恵子      | 鈴木淳 (作曲家) | 大西修       | -        | JVC建伍胜利娱乐  | SV-606       |
| 22 | 1967年 8月      | B面   | 夜を忘れたい               | 有馬三恵子      | 鈴木淳 (作曲家) | 大西修       | -        | JVC建伍胜利娱乐  | SV-606       |
| 23 | 1968年 1月      | A面   | 小雨の思い出               | 有馬三恵子      | 鈴木淳 (作曲家) | 志賀太郎     | -        | JVC建伍胜利娱乐  | SV-658       |
| 23 | 1968年 1月      | B面   | 星のタンバリン             | 有馬三恵子      | 鈴木淳 (作曲家) | 志賀太郎     | -        | JVC建伍胜利娱乐  | SV-658       |
| 24 | 1968年 6月10日  | A面   | 太陽は泣いている           | 橋本淳 (作詞家) | 筒美京平        | 筒美京平     | 18位     | 日本古倫美亞     | LL-10058-J   |
| 24 | 1968年 6月10日  | B面   | 夢でいいから               | 林春生          | 筒美京平        | 筒美京平     | 18位     | 日本古倫美亞     | LL-10058-J   |
| 25 | 1968年 9月25日  | A面   | ふたりだけの城             | 橋本淳          | 筒美京平        | 筒美京平     | -        | 日本古倫美亞     | LL-10070-J   |
| 25 | 1968年 9月25日  | B面   | あふれる愛に               | 橋本淳          | 筒美京平        | 筒美京平     | -        | 日本古倫美亞     | LL-10070-J   |
| 26 | 1968年 12月25日 | A面   | 藍色街燈下的橫濱           | 橋本淳          | 筒美京平        | 筒美京平     | 1位      | 日本古倫美亞     | LL-10081-J   |
| 26 | 1968年 12月25日 | B面   | 明日より永遠に             | 橋本淳          | 筒美京平        | 筒美京平     | 1位      | 日本古倫美亞     | LL-10081-J   |
| 27 | 1969年 4月15日  | A面   | 涙の中を歩いてる           | 橋本淳          | 筒美京平        | 筒美京平     | 10位     | 日本古倫美亞     | LL-10092-J   |
| 27 | 1969年 4月15日  | B面   | 恋はそよ風                 | 橋本淳          | 筒美京平        | 筒美京平     | 10位     | 日本古倫美亞     | LL-10092-J   |
| 28 | 1969年 8月1日   | A面   | 今日からあなたと           | 橋本淳          | 筒美京平        | 筒美京平     | 7位      | 日本古倫美亞     | LL-10102-J   |
| 28 | 1969年 8月1日   | B面   | ある日街角で               | 橋本淳          | 筒美京平        | 筒美京平     | 7位      | 日本古倫美亞     | LL-10102-J   |
| 29 | 1969年 11月20日 | A面   | 喧嘩のあとでくちづけを     | なかにし礼      | 中村泰士        | 森岡賢一郎   | 7位      | 日本古倫美亞     | LL-10116-J   |
| 29 | 1969年 11月20日 | B面   | 天使の足音                 | なかにし礼      | 中村泰士        | 森岡賢一郎   | 7位      | 日本古倫美亞     | LL-10116-J   |
| 30 | 1970年 3月25日  | A面   | あなたならどうする         | なかにし礼      | 筒美京平        | 筒美京平     | 2位      | 日本古倫美亞     | LL-10127-J   |
| 30 | 1970年 3月25日  | B面   | 今夜は帰って               | なかにし礼      | 三木たかし      | 高見弘       | 2位      | 日本古倫美亞     | LL-10127-J   |
| 31 | 1970年 7月15日  | A面   | 昨日のおんな               | なかにし礼      | 井上大輔        | 森岡賢一郎   | 8位      | 日本古倫美亞     | LL-10146-J   |
| 31 | 1970年 7月15日  | B面   | 誘惑的な午後               | 橋本淳          | 筒美京平        | 筒美京平     | 8位      | 日本古倫美亞     | LL-10146-J   |
| 32 | 1970年 10月1日  | A面   | 何があなたをそうさせた     | なかにし礼      | 筒美京平        | 筒美京平     | 12位     | 日本古倫美亞     | LL-10151-J   |
| 32 | 1970年 10月1日  | B面   | 恋人と呼んで               | なかにし礼      | 川口真          | 森岡賢一郎   | 12位     | 日本古倫美亞     | LL-10151-J   |
| 33 | 1971年 2月10日  | A面   | 止めないで                 | なかにし礼      | 井上忠夫        | 森岡賢一郎   | 20位     | 日本古倫美亞     | LL-10155-J   |
| 33 | 1971年 2月10日  | B面   | 待っている女               | なかにし礼      | 田邊信一        | 田邊信一     | 20位     | 日本古倫美亞     | LL-10155-J   |
| 34 | 1971年 5月10日  | A面   | 砂漠のような東京で         | 橋本淳          | 中村泰士        | 森岡賢一郎   | 3位      | 日本古倫美亞     | LL-10164-J   |
| 34 | 1971年 5月10日  | B面   | 24時間の恋                 | 橋本淳          | 中村泰士        | 森岡賢一郎   | 3位      | 日本古倫美亞     | LL-10164-J   |
| 35 | 1971年 8月25日  | A面   | おもいでの長崎             | 橋本淳          | 筒美京平        | 筒美京平     | 10位     | 日本古倫美亞     | LL-10172-J   |
| 35 | 1971年 8月25日  | B面   | ひとり歩きもできないくせに | 橋本淳          | 筒美京平        | 筒美京平     | 10位     | 日本古倫美亞     | LL-10172-J   |
| 36 | 1972年 1月25日  | A面   | さすらいの天使             | 橋本淳          | 筒美京平        | 筒美京平     | 18位     | 日本古倫美亞     | LL-10186-J   |
| 36 | 1972年 1月25日  | B面   | 白いしあわせ               | 橋本淳          | 筒美京平        | 筒美京平     | 18位     | 日本古倫美亞     | LL-10186-J   |
| 37 | 1972年 7月25日  | A面   | まるで飛べない小鳥のように | 橋本淳          | 中村泰士        | 高田弘       | 45位     | 日本古倫美亞     | LL-10195-J   |
| 37 | 1972年 7月25日  | B面   | いつもなら私は             | 橋本淳          | 中村泰士        | 高田弘       | 45位     | 日本古倫美亞     | LL-10195-J   |
| 38 | 1972年 11月10日 | A面   | 生まれかわれるものならば   | 橋本淳          | 筒美京平        | 高田弘       | 43位     | 日本古倫美亞     | LL-10204-J   |
| 38 | 1972年 11月10日 | B面   | 愛よ行かないで             | 橋本淳          | 筒美京平        | 高田弘       | 43位     | 日本古倫美亞     | LL-10204-J   |
| 39 | 1973年 2月25日  | A面   | 愛愁                       | 尾中美千絵      | 平尾昌晃        | 竜崎孝路     | 51位     | 日本古倫美亞     | LL-10212-J   |
| 39 | 1973年 2月25日  | B面   | あなたからどうぞ           | 山上路夫        | 平尾昌晃        | 竜崎孝路     | 51位     | 日本古倫美亞     | LL-10212-J   |
| 40 | 1973年 6月10日  | A面   | 渚にて                     | 阿久悠          | 中村泰士        | 森岡賢一郎   | 52位     | 日本古倫美亞     | LL-10217-J   |
| 40 | 1973年 6月10日  | B面   | 破局                       | 阿久悠          | 中村泰士        | 森岡賢一郎   | 52位     | 日本古倫美亞     | LL-10217-J   |
| 41 | 1973年 9月10日  | A面   | 愛の氷河                   | 阿久悠          | 井上忠夫        | 高田弘       | 42位     | 日本古倫美亞     | P-301        |
| 41 | 1973年 9月10日  | B面   | 私のラストショー           | 阿久悠          | 井上忠夫        | 高田弘       | 42位     | 日本古倫美亞     | P-301        |
| 42 | 1974年 1月25日  | A面   | 幸せだったわありがとう     | なかにし礼      | 加瀬邦彦        | 高田弘       | 42位     | 日本古倫美亞     | P-329        |
| 42 | 1974年 1月25日  | B面   | 何も言いっこなし           | なかにし礼      | 加瀬邦彦        | 高田弘       | 42位     | 日本古倫美亞     | P-329        |
| 43 | 1974年 4月25日  | A面   | 恋は初恋                   | なかにし礼      | 加瀬邦彦        | 森岡賢一郎   | 54位     | 日本古倫美亞     | P-342        |
| 43 | 1974年 4月25日  | B面   | 不思議なの                 | なかにし礼      | 加瀬邦彦        | 森岡賢一郎   | 54位     | 日本古倫美亞     | P-342        |
| 44 | 1974年 8月1日   | A面   | 美しい別れ                 | なかにし礼      | 加瀬邦彦        | 森岡賢一郎   | 74位     | 日本古倫美亞     | P-362        |
| 44 | 1974年 8月1日   | B面   | ラスト・シーン             | 石原信一        | 中村泰士        | あかのたちお | 74位     | 日本古倫美亞     | P-362        |
| 45 | 1974年 12月1日  | A面   | 家路                       | 橋本淳          | 筒美京平        | 筒美京平     | -        | 日本古倫美亞     | P-388        |
| 45 | 1974年 12月1日  | B面   | 幸せのあとで               | 橋本淳          | 筒美京平        | 筒美京平     | -        | 日本古倫美亞     | P-388        |
| 46 | 1975年 4月1日   | A面   | 待ちわびても               | なかにし礼      | 筒美京平        | 森岡賢一郎   | -        | 日本古倫美亞     | P-401        |
| 46 | 1975年 4月1日   | B面   | 別れの鏡                   | 安井かずみ      | 加瀬邦彦        | 森岡賢一郎   | -        | 日本古倫美亞     | P-401        |
| 47 | 1975年 11月10日 | A面   | 時には一人で               | 喜多條忠        | 筒美京平        | 森岡賢一郎   | 83位     | 日本古倫美亞     | P-441        |
| 47 | 1975年 11月10日 | B面   | 冬の微笑                   | 喜多條忠        | 筒美京平        | 森岡賢一郎   | 83位     | 日本古倫美亞     | P-441        |
| 48 | 1976年 5月1日   | A面   | とまどい                   | 石原信一        | あかのたちお    | あかのたちお | -        | 日本古倫美亞     | P-457        |
| 48 | 1976年 5月1日   | B面   | どうすればいいの           | 石原信一        | あかのたちお    | あかのたちお | -        | 日本古倫美亞     | P-457        |
| 49 | 1977年 4月1日   | A面   | ちょっと淋しい春ですね     | 橋本淳          | 筒美京平        | 森岡賢一郎   | -        | 日本古倫美亞     | PK-50        |
| 49 | 1977年 4月1日   | B面   | 夢のかけら                 | 橋本淳          | 筒美京平        | 森岡賢一郎   | -        | 日本古倫美亞     | PK-50        |
| 50 | 1977年 11月1日  | A面   | 港・坂道・異人館           | 喜多條忠        | 大野克夫        | 馬飼野康二   | -        | 日本古倫美亞     | PK-84        |
| 50 | 1977年 11月1日  | B面   | 誘惑者                     | 喜多條忠        | 大野克夫        | 馬飼野康二   | -        | 日本古倫美亞     | PK-84        |
| 51 | 1978年 7月1日   | A面   | 今夜は星空                 | 喜多條忠        | 吉田拓郎        | 馬飼野康二   | -        | 日本古倫美亞     | PK-117       |
| 51 | 1978年 7月1日   | B面   | カシミヤの手ざわり         | 山口洋子        | 大野克夫        | 馬飼野康二   | -        | 日本古倫美亞     | PK-117       |
| 52 | 1978年 10月1日  | A面   | 大阪の女                   | 橋本淳          | 中村泰士        | 小杉仁三     | -        | 日本古倫美亞     | PK-123       |
| 52 | 1978年 10月1日  | B面   | うわの空                   | 橋本淳          | 中村泰士        | 小杉仁三     | -        | 日本古倫美亞     | PK-123       |
| 53 | 1979年 6月10日  | A面   | MILD NIGHT                 | 仲畑貴志        | 宇崎竜童        | 小野寺忠和   | 86位     | 日本古倫美亞     | PK-157       |
| 53 | 1979年 6月10日  | B面   | 漂流記                     | 小林和子        | 大野克夫        | 小野寺忠和   | 86位     | 日本古倫美亞     | PK-157       |
| 54 | 1980年 6月25日  | A面   | マイルド・ロマン・ロック   | 仲畑貴志        | 大野克夫        | 船山基紀     | -        | 日本古倫美亞     | AK-675       |
| 54 | 1980年 6月25日  | B面   | あのひとは風の中           | 糸井重里        | 大野克夫        | 船山基紀     | -        | 日本古倫美亞     | AK-675       |
| 55 | 1981年 11月21日 | A面   | 赤いギヤマン               | 岩谷時子        | 滝沢洋一        | 井上鑑       | -        | Alfa Records     | ALR-745      |
| 55 | 1981年 11月21日 | B面   | 波になって                 | 松任谷由実      | 戸塚省三        | 井上鑑       | -        | Alfa Records     | ALR-745      |
| 56 | 1985年 11月21日 | A面   | 羽衣天女                   | 阿木燿子        | 中崎英也        | 井上鑑       | 78位     | CBS・ソニー      | 07SH-1688    |
| 56 | 1985年 11月21日 | B面   | 囁きのリフレイン           | 阿木燿子        | 玉置浩二        | 井上鑑       | 78位     | CBS・ソニー      | 07SH-1688    |
| 57 | 1986年 11月21日 | A面   | わかれ道                   | 水木かおる      | 杉本真人        | 竜崎孝路     | -        | トーラスレコード | 07TR-1141    |
| 58 | 2015年 4月18日  | A面   | 私自身                     | 橋本淳          | 細野晴臣        | 細野晴臣     | -        | 日本古倫美亞     | HMJA-103     |
| 58 | 2015年 4月18日  | B面   | 細野晴臣                   | 橋本淳          | 萩田光雄        |              | -        | 日本古倫美亞     | HMJA-103     |

### 專輯

#### 錄音室專輯
| #            | 發售日         | 標題                           | 規格產品編號 |
| 日本古倫美亞 | 日本古倫美亞   | 日本古倫美亞                   | 日本古倫美亞 |
| ------------ | -------------- | ------------------------------ | ------------ |
| 1st          | 1969年4月25日  | 藍色街燈下的橫濱               | YS-10060-J   |
| 2nd          | 1970年11月25日 | Lonely Night With Ayumi Ishida | YS-10087-J   |
| 3rd          | 1971年6月10日  | 砂漠のような東京で             | YS-10095-J   |
| 4th          | 1972年3月10日  | スクリーン・ラヴ・テーマ       | YS-10117-J   |
| 5th          | 1972年12月10日 | FANTASY                        | YS-10133-J   |
| 6th          | 1974年8月25日  | 美しい別れ                     | JDX-7033     |
| 7th          | 1977年4月25日  | アワー・コネクション           | PX-7023      |
| Alfa Records |                |                                |              |
| 8th          | 1981年11月21日 | いしだあゆみ                   | ALR-28032    |

#### 現場專輯
| #            | 發售日        | 標題                         | 備考                                   | 規格產品編號 |
| 日本古倫美亞 | 日本古倫美亞  | 日本古倫美亞                 | 日本古倫美亞                           | 日本古倫美亞 |
| ------------ | ------------- | ---------------------------- | -------------------------------------- | ------------ |
| 1st          | 1970年1月10日 | マイ・ファースト・リサイタル | 1969年10月27日サンケイホール演唱會     | YS-10075-J   |
| 2nd          | 1973年3月25日 | あゆみ オン・ステージ        | 1972年12月20日新宿ムーランドール演唱會 |              |
| 3rd          | 1973年7月25日 | あゆみ オン・ステージ        | 1973年4月26日帝國劇場演唱會            |              |
| 4th          | 1974年7月25日 | リサイタル 1974              |                                        |              |

#### 精選輯
| #                          | 發售日         | 標題                                             | 規格產品編號 |
| 日本古倫美亞               | 日本古倫美亞   | 日本古倫美亞                                     | 日本古倫美亞 |
| -------------------------- | -------------- | ------------------------------------------------ | ------------ |
| -                          | 2004年4月21日  | いしだあゆみ・しんぐるこれくしょん               | COCP-32665/6 |
| -                          | 2008年8月20日  | GOLDEN☆BEST いしだあゆみ                         | COCP-35125   |
| ビクターエンタテインメント |                |                                                  |              |
| -                          | 2008年12月17日 | いしだあゆみ ステレオハイライト+ボーナストラック | VICL-63179   |

### 商業搭配曲
| 年份   | 歌曲       | 商業搭配                                            |
| ------ | ---------- | --------------------------------------------------- |
| 1965年 | アッちゃん | 日本電視台電視劇「アッちゃん#テレビドラマ版」主題歌 |
| 1965年 | 若い野ばら | 映画「若い野ばら」主題歌                            |
| 1985年 | 羽衣天女   | 三貴・イメージソング                                |

## 影視作品

### 電視劇
NHK
- 《最後の自画像（日语：松本清張シリーズ・最後の自画像）》（1977年、NHK綜合頻道） - 福村慶子
- 《事件》（NHK綜合頻道）
  - 事件（1978年） - 坂井ハツ子
  - 新・事件 断崖の眺め（1984年） - 佐野ミキ
- 《宛如阿修羅》（1979年 - 1980年、NHK綜合頻道） - 竹沢滝子
- 《価格破壊（日语：価格破壊）》（1981年、NHK綜合頻道）
- 《夢千代日記（日语：夢千代日記）》（1982年、NHK綜合頻道） - 曽根佐和子
- 子供達は森に隠れる（1984年、NHK綜合頻道）
- 《ドラマ人間模様（日语：ドラマ人間模様）》「《胡桃の部屋（日语：胡桃の部屋）》」（1982年、NHK綜合頻道）
- 連續電視小說（NHK綜合頻道）
  - 《青春家族》（1989年） - 主演・阿川麻子
  - 《請問芳名》 （1991年 - 1992年） - 小野瀬綾
  - 《春よ、来い (テレビドラマ)（日语：春よ、来い）》 （1995年） - 花井涼子
  - 《てるてる家族（日语：てるてる家族）》（2003年 - 2004年） - 山根ミサ子
  - 《芋たこなんきん（日语：芋たこなんきん）》（2006年 - 2007年） - 八木沢純子
- 《涙たたえて微笑せよ 明治の息子・島田清次郎（日语：涙たたえて微笑せよ 明治の息子・島田清次郎）》（1995年、NHK綜合頻道）
- 天使的馬拉松鞋（1999年、NHK綜合頻道）
- 《我想抱抱你（日语：抱きしめたい (2002年のテレビドラマ)）》（2002年、NHK綜合頻道） ‐ 沢田朋子
- 《媽、是您嗎？！（日语：こんにちは、母さん）》（2007年、NHK綜合頻道） - 琴子・アンデション
- 《見知らぬわが町》（2010年12月10日、NHK福岡放送局） - 竹本絹子[註 12]
- 《歩く、歩く、歩く ～四国 遍路道～（2013年、《NHK BSプレミアム》） - 木村靖子
- 《おわこんTV（日语：チョコレートTV）》（2014年、BSP） - 木村節子
- 《ラギッド!（日语：ラギッド!）》（2015年、BSP） - 美羽なぎさ

日本電視台
- 《大都会 闘いの日々（日语：大都会 闘いの日々）》 第16話「私生活」（1976年） - 稲村紀子 役
- 《祭ばやしが聞こえる（日语：祭ばやしが聞こえる）》（1977年 - 1978年）
- 週二懸疑劇場
  - 誘拐の報酬（1982年、テレワイド） - 主演
  - 愛の報酬（1983年、TELEPACK） - 主演
  - 崩れる（1985年、東宝） - 主演
  - ガラス細工の家（1991年5月、TELEPACK） - 主演・土門冴子 
  - 《警部補 佃次郎（日语：警部補 佃次郎）》（2001年、TELEPACK） - 矢島春子
  - 親父（2002年、東映） - 木暮里子
  - 《身辺警護（日语：身辺警護 (テレビドラマ)）》（2002年） - 津島信江
  - 《弁護士・朝日岳之助（日语：弁護士・朝日岳之助）》（2003年、国際放映） - 房野麻紀子
- 《盛年女子（日语：女ざかり (テレビドラマ)）》（1984年）
- 《闇の足音》（1986年、《讀賣テレビ放送》）
- 《おれはO型・牡羊座（日语：おれはO型・牡羊座）》（1994年） - 山田依子
- 《寝たふりしてる男たち（日语：寝たふりしてる男たち）》（1995年） - 大野窓子
- 《金田一少年の事件簿》（2001年） - 三田村圭子
- 《海倫與西川清的故事（日语：ヘレンときよしの物語）》（2006年） - 杉本百合
- 《再見我們的幼兒園（日语：さよならぼくたちのようちえん (テレビドラマ)）》 （2011年）

朝日電視台
- 《だいこんの花（日语：だいこんの花）》 第4部・第5部 （1974年・1977年）
- カンガルーの反乱（1978年 - 1979年）
- 《週末歪鬥劇場（日语：土曜ワイド劇場）》
  - 《京都殺人案内（日语：京都殺人案内）》《・》《花の棺（日语：花の棺）》（1979年、朝日放送電視台/松竹） - 九条麗子
  - 《惡女仮面（日语：喪服の訪問者#1980年版）》（1980年） - 主演
  - 火あぶりの女（1981年） - 主演
  - 《櫥窗謀殺案（日语：皇帝のかぎ煙草入れ#テレビドラマ）》（1983年） - 主演
  - 《小樽殺人事件・北海〜能登〜安曇野・黒揚羽蝶は死の予告!オタモイ岬の女（日语：小樽殺人事件）》（1986年） - 主演
- 《傑作推理劇場（日语：傑作推理劇場）》「《百円硬貨 (松本清張)#1981年版（日语：松本清張の百円硬貨）》」（1981年） - 主演
- 《冰點》（1989年） - 辻口夏枝
- 川は泣いている（1990年） - 主演
- ミカドの淑女（1992年）
- 《はぐれ刑事純情派（日语：はぐれ刑事純情派）》（2000年） - 小山ハツエ
- 《反乱のボヤージュ（日语：反乱のボヤージュ）》（2001年） - 名倉加寿子
- 《新・京都迷宮案内2の登場人物（日语：新・京都迷宮案内2）》（2004年） - 川地清美
- 《境遇（日语：境遇#テレビドラマ）》（2011年） - 橋本弥生
- 《安寧時光~道（日语：やすらぎの刻〜道）》（2019 - 2020年） - 中川玉子

TBS電視台
- 《七人の孫（日语：七人の孫）》（1964年 - 1966年）
- 光る海（1965年）
- 《初蕾（日语：初蕾）》（1973年） - 主演・お民
- 《冬の運動会（日语：冬の運動会）》（1977年） - 竹森日出子
- 《不毛地帯（日语：不毛地帯）》（1979年） - 紅子
- 《やる気満々（日语：やる気満々）》（1979年） ‐ 鈴旗あかね
- 女の熱帯（1980年）
- 《恋人たち（日语：恋人たち (テレビドラマ)）》（1980年） - 津村悠子
- 《源氏物語》（1980年）
- 《給星期五的妻子們》（1983・1985年） - 野村久子 /岡田桐子
- もういちど結婚（1983年）
- 《夜光の階段#1983年版》（1983年） - 枝村幸子
- 哀しみの女（1987年）
- 《男について（日语：男について）》（1990年） - 宮部灯
- 《魔の季節（日语：魔の季節）》（1995年） - 柚木安津子
- 《織田信長 天下を取ったバカ（日语：織田信長 天下を取ったバカ）》（1998年） - 《土田御前》
- 《ビッグウイング（日语：ビッグウイング）》（2001年） - 樋口敦子
- 《恋文 〜私たちが愛した男〜（日语：恋文 〜私たちが愛した男〜）》（2003年） - 辻美木子
- 《TIME LIMIT（日语：タイムリミット (テレビドラマ)）》（2003年） - 加山京子
- 《ホームドラマ!（日语：ホームドラマ!）》（2004年） - 遠山映子
- 《涙そうそう この愛に生きて（日语：涙そうそう この愛に生きて）》（2005年） - 小田トキ
- 《詐欺獵》（2006年） - 江守公子
- 《Smile》（2009年） - 町村みどり
- 《週一神秘劇場（日语：月曜ミステリー劇場）》
  - 《冤罪シリーズ（日语：冤罪シリーズ）》3（2002年） - 風岡秋子
- 《月曜ゴールデン（日语：月曜ゴールデン）》
  - 《おふくろ先生のゆうばり診療日記（日语：おふくろ先生の診療日記）》（2010年） - 島田美弥子

東京電視台
- 《猫と庄造と二人の女（日语：猫と庄造と二人のをんな#テレビドラマ化）》（1996年）
- 《人間の証明2001》（2001年） - 八杉恭子
- 《女性的愛與神祕（日语：女と愛とミステリー）》「《和泉教授夫妻シリーズ（日语：和泉教授夫妻シリーズ）》」（2001年 - 2003年）- 和泉麻子

富士電視網
- 《新・座頭市（日语：新・座頭市）》
  - 第1シリーズ 第1話「情けの忘れ雛」（1976年）
  - 第2シリーズ 第12話「雨あがり」（1978年）
  - 第3シリーズ 第10話「市の茶碗」（1979年）
- 江戸の波濤（1979年） - お絹
- 《来自北国》 - 黒板（宮前）令子 
  - 来自北国・連續TV系列(1981年 - 1982年)
  - 来自北国・92自立 (1992年）
- 《大奧》 第27話「塵に咲く花」・第28話「女帝への階段」（1983年、關西電視台） - お喜世
- 消しゴムお亜季（1985年 - 1987年）
- 《金曜女のドラマスペシャル（日语：金曜女のドラマスペシャル）》
  - 《雨の日の訪問者（日语：雨の日の訪問者）》（1986年7月25日） - 主演・富田景子
  - 《雪の朝に（日语：雪の朝に）》（1987年5月1日）
- 關西電視台週一晚間十點連續劇（關西電視台）
  - 霊山の舞扇（1989年）
- 《世界奇妙物語》
  - 《冬季特別編（日语：世にも奇妙な物語 冬の特別編 (1991年1月)）》「昔みたい」（1991年）
- 《週五戲劇院（日语：週五戲劇院）》 → 《週五娛樂（日语：週五娛樂）》
  - 《松本清張スペシャル・疑惑（日语：疑惑 (松本清張)#1992年版）》（1992年、レオナ） - 白河球磨子
  - 《松本清張スペシャル・Dの複合（日语：Dの複合#テレビドラマ）》 （1993年、レオナ） - 伊瀬和代
  - 《収容所（ラーゲリ）から来た遺書（日语：収容所から来た遺書#テレビドラマ）》（1993年、東映）
  - 《悪魔の手毬唄（日语：悪魔の手毬唄）》（1993年、《共同テレビジョン（日语：共同テレビジョン）》） - 青池リカ
- 《ナニワ金融道（日语：ナニワ金融道）》（1999年） - 落振尼子
- 《お見合い結婚（日语：お見合い結婚）》（2000年） - 中谷絹枝
- 《義務爹哋（日语：涙をふいて (テレビドラマ)）》（2000年） - 村田咲子
- 《ウエディングプランナー SWEETデリバリー（日语：ウエディングプランナー SWEETデリバリー）》（2002年、關西電視台） - 中川静江
- 《獻給阿爾吉儂的花束》（2002年、關西電視台） - 蓮見佐智代
- 《華沙之秋（日语：ワルシャワの秋 (テレビドラマ)）》（2003年、關西電視台） - 志津谷りつ
- 《人間の証明（日语：人間の証明）》（2004年） - 大室よしの
- 《飛鳥へ、そしてまだ見ぬ子へ（日语：飛鳥へ、そしてまだ見ぬ子へ）》（2005年） - 梶田啄子
- 《西遊記》（2006年） - 翠玲
- 《星ひとつの夜（日语：星ひとつの夜）》（2007年） - 岩崎由江
- 《まだ見ぬ父へ、母へ・魂で歌う青い海〜全盲のテノール歌手・新垣勉の軌跡（日语：まだ見ぬ父へ、母へ・魂で歌う青い海〜全盲のテノール歌手・新垣勉の軌跡）》（2007年） - 新垣かまど
- 《鴨、京都へ行く。-老舗旅館の女将日記-（日语：鴨、京都へ行く。-老舗旅館の女将日記-）》（2013年） - 園田芳子
- 《金曜プレステージ（日语：金曜プレステージ）》 《山田太一ドラマスペシャルよその歌 わたしの唄（日语：山田太一ドラマスペシャルよその歌 わたしの唄）》（2013年） - 春川茜
- 《海上診療所》（2013年） - 塩見千鶴

### 映画
- 《喜劇 駅前音頭（日语：喜劇 駅前音頭）》（1964年） - ゆかり
- 若い野ばら（1965年） - 成沢美岐
- 《われら劣等生（日语：われら劣等生）》（1965年） - 谷村みち子
- 《ぜったい多数（日语：ぜったい多数）》（1965年） - 女リーダー
- 千曲川絶唱（1967年） - 美子
- 《続・何処へ（日语：続・何処へ）》（1967年） - 西郷梅子
- 《颱風とざくろ（日语：颱風とざくろ）》（1967年） - 坂本けい子
- 《クレージーの大爆発（日语：クレージーの大爆発）》（1969年） - ロケ撮影の歌手
- 《日本沈没》（1973年） - 阿部玲子 [3]
- 《青春の門 自立編（日语：青春の門#映画）》（1977年） - カオル
- 《闇の狩人（日语：闇の狩人）》（1979年） - おりは（荻野）
- 《遠い明日（日语：遠い明日）》（1979年） - 馬場順子
- 《車站STATION》（1981年） - 三上直子
- 《寅次郎的故事29 紫阳花之恋》（1982年） - かがり
- 《野獣刑事（日语：野獣刑事）》（1982年） - 山根恵子
- 《迷走地図（日语：迷走地図）》（1983年） - 外浦節子
- 《積木くずし（日语：積木くずし#映画）》（1983年） - 穂波美知江
- 《夜叉（日语：夜叉 (映画)）》（1985年） - 冬子
- 《火宅の人（日语：火宅の人）》（1986年） - ヨリ子
- 《時計 Adieu l'Hiver（日语：時計 Adieu l'Hiver）》（1986年） - 早見令子
- 《海へ 〜See you〜（日语：海へ 〜See you〜）》（1988年） - ケイ
- 《諜海孤魂（日语：アナザー・ウェイ ―D機関情報―）》 （1988年） - 日下佳子
- 《曼哈頓之吻（日语：マンハッタン・キス (映画)）》（1992年） - 野沢春子
- 《學校II（日语：学校 (映画)）》（1996年） - 北川玲子
- 《流板七人（日语：流れ板七人#映画版）》（1997年） - 稲村きぬ
- 《自尊——命运的瞬间》（1998年） - 東條勝子（日语：東條かつ子）
- 《長崎漫步曲（日语：長崎ぶらぶら節 (映画)）》（2000年） - 古賀艶子
- 《化粧師 KEWAISHI（日语：化粧師 KEWAISHI）》（2002年） - 三津森鶴子
- 《姑獲鳥の夏》（2005年） - 久遠寺菊乃
- 《天堂會等待（日语：天国は待ってくれる (2007年の映画)）》（2007年） - 中野春子
- 《無家可歸的中學生（日语：ホームレス中学生#映画）》（2008年） - 西村スミ子
- 《男兒有淚不輕彈》（2009年） - 山岸安江
- 《這樣就很好！電影 赤塚不二夫（日语：これでいいのだ!!映画★赤塚不二夫）》（2011年） - 赤塚ヨリ
- 《Eclair（日语：エクレール・お菓子放浪記）》（2011年） - 野田フサノ
- 《圓桌（日语：円卓 (小説)#映画）》（2014年） - 紙子
- 《室井慎次 敗れざる者（日语：室井慎次 敗れざる者）》（2024年）- 市毛きぬ[19]
- 《室井慎次 生き続ける者（日语：室井慎次 生き続ける者）》（2024年）- 市毛きぬ[20]

### 舞臺劇
- 屋顶上的提琴手
  - （1967年） - シュプリンシェ
  - （1982年） - ホーデル
- 《放浪記 (戯曲)（日语：放浪記）》（1983年） - 日夏京子
- 《人生劇場（日语：人生劇場）》（1985年） - お袖
- 月のしぶきを浴びながら（1994年、パルコ劇場） - 主演・四十歳の女

### 綜藝節目
- 《ズバリ!当てましょう（日语：ズバリ!当てましょう）》（1969年10月18日、富士電視台） - 一家出演
- 《第40回NHK紅白歌合戦（日语：第40回NHK紅白歌合戦）》（1989年12月31日、NHK綜合頻道・NHK第一套广播） - 審査員
- 《ときめき夢サウンド（日语：ときめき夢サウンド）》（1994年 - 1998年、NHK綜合頻道） - 主持人
- 《ボクらの時代（日语：ボクらの時代）》（富士電視台） 
  - 第213回（2011年9月25日） - 與秋竹城（日语：あき竹城）、天童芳美等人出演
  - 第504回（2017年6月18日） - 與和田現子、中尾美祢（日语：中尾ミエ）等人出演

### CM
- 資生堂 - REVITAL（日语：リバイタル）
- 日清製粉（日语：日清製粉） - 日清製粉ウェルナ（日语：日清製粉ウェルナ）
- 好侍食品 - 佛蒙特咖哩（日语：バーモントカレー）
- 福島電視台
- うすい百貨店（日语：うすい百貨店）
- 丸井
- 綠屋
- 山葉發動機 - Yamaha V50（日语：ヤマハ・メイト）

## 註解
1. 1 2 3  此歌曲曾被改填中文歌詞而翻唱，名為〈寂寞的花季〉，由莊奴作詞，鄧麗君演唱。[7][8]
2. ↑  A面是朱里英子的《三人三羽》
3. ↑  二重奏：森繁久彌。
4. ↑  B面是伊藤アイコ的「ハートでキッス」。
5. ↑  B面為ロイヤルナイツ的「夢見るバラの乙女」。
6. ↑  二重奏： 松島アキラ。
7. ↑  B面為伊藤アイコ的「メリー・ゴー・ランド」。
8. ↑  B面為松尾和子的「くちづけ」。
9. ↑  B面是渡哲也的「海鳴り」。
10. ↑  二重奏：渡哲也。
11. ↑  以いしだあゆみ和Tin Pan名義。
12. ↑  於福岡地域電視劇在2011年5月5日於全國放送。

## 外部連結
- 石田步個人資料 - IZAWA OFFICE
- 石田步 - NHK人物録